# Christian Ludwig Mursinna

Christian Ludwig Mursinna

Christian Ludwig Mursinna (* 17. Dezember 1744 in Stolp; † 18. März 1823 in Berlin) war ein deutscher Chirurg, Militärarzt, klinischer Lehrer und Hochschullehrer in Berlin.

## Leben
und Dekan Mursinna besuchte zunächst die Lateinschule in seiner Heimatstadt Stolp und wurde dann durch den Magistrat 1757 einem Bader in Stolp in die Lehre gegeben, kam aber bereits 1758 zu einem Stadtchirurgen in Kolberg. Nach Abschluss seiner Lehre wurde er 1761 Regimentschirurg im Lazarett in Breslau und Assistent von Caspar Friedrich Wolff bei der Ausbildung der Wundärzte im Siebenjährigen Krieg.
Im Jahr 1787 wurde er Professor der Chirurgie beim Collegium medico-chirurgicum in Berlin und an der Medicinisch-Chirurgischen Militärakademie sowie Generalchirurg der preußischen Armee, später auch dirigierender Wundarzt und Geburtshelfer an der Charité. Er war Lehrer und Dekan (1812–1817) an der 1795 gegründeten Pépinière, verfasste mehrere medizinische Fachbücher und gab das von 1800 bis 1820 in Berlin in fünf Bänden erschienene Journal für Chirurgie, Arzneikunde u. Geburtshilfe heraus. Berühmt war er für seine Operationen des Grauen Stars, welche er als (extrakapsuläre) Kataraktextraktion durchführte, die in Berlin ab 1787 den alten Starstich endgültig ablöste. 1817 ging der Professor der Chirurgie in den Ruhestand, setzte seine Lehrtätigkeit jedoch bis 1820 fort. Zu seinen Schülern im Collegium medico-chirurgicum gehörte unter anderem 1797 Johann Bartholomäus von Siebold.

## Schriften (Auswahl)
- Betrachtungen über die Ruhr. Berlin 1780; 2. Auflage ebenda 1787.
- Medicinischchirurgische Beobachtungen. Berlin 1782.
- Von den Krankheiten der Schwangern, Gebärenden u. Säugenden. 2 Bände. Berlin 1784–1786; 2. Auflage ebenda 1792.